# Карета Олександр Панасович
Олександр Панасович Карета (народився 29 листопада 1948 на хуторі Чащі (зараз не існує) біля м. Сосниці Чернігівської області) — український лікар, головний лікар Чернігівської обласної дитячої лікарні, заслужений лікар України, нагороджений орденом «За заслуги».

## Життєпис
Після закінчення Сосницької середньої школи (нині — гімназія імені О. П. Довженка) в 1966 році поступив до медичного училища, а після нього -до Київського медінституту, який закінчив 1975 року. Деякий час працював у Березні Менського району, але згодом — у Чернігові, де працював ординатором та завідувачем інфекційного відділення обласної дитячої лікарні, головним лікарем міської дитячої поліклініки. 1987 року призначений головним лікарем обласної дитячої лікарні.
У лікарні за його активної участі проводяться науково-практичні конференції, функціонує школа менеджерів для підготовки медичних керівних кадрів, створено центр з організаційно-методичного керівництва педіатричної служби регіону, налагоджено зв'язки з науково-дослідними установами США, Куби, Італії, з Міжнародним благодійним фондом «Україна — 3000», який у рамках партнерства підтримує обласну лікарню матеріально. Влітку 1990 року він був . відряджений на Кубу, що приймала й оздоровляла українських дітей після страшної чорнобильської біди. Відвідуючи Німеччину, зміцнював дружні стосунки з гуманітаріями цієї країни, і, разом з ними, влаштовував дітвору з Придесення на оздоровлення й відпочинок поблизу Магдебурга.
Депутат Чернігівської обласної ради кількох скликань. Ініціатор щорічних зібрань колишніх жителів хутора Чащі, де він встановив пам'ятний хрест та побудував альтанку
Автор автобіографічної книги «Від роду до народу» Почесний громадянин Сосниччини (з 2009)/

## Відзнаки
25 лютого 1999 року указом Президента України присвоєно почесне звання «Заслужений лікар України».
2007 року нагороджений орденом «За заслуги» III ступеня.